# Botijo gallo

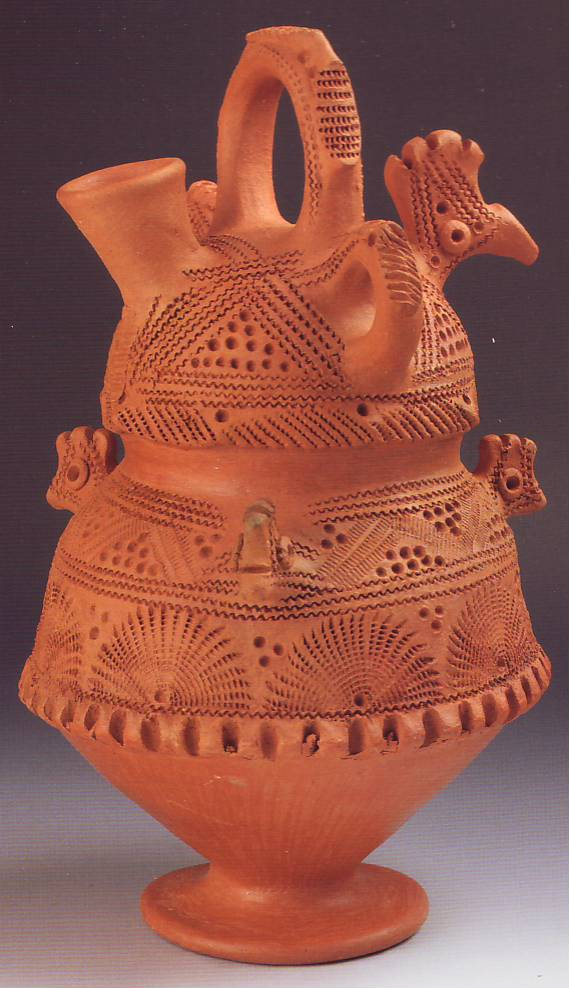
Botijo ornamental con incisiones, en arcilla roja. Alfarería tradicional rifeña (Sierra del Rif, Marruecos).

Botijo gallo o botijo de gallo, es una variedad de la botijería española y portuguesa con presencia en otras zonas del Mediterráneo, producida en diferentes focos alfareros y con ligeras variantes decorativas y formales, aunque siempre determinada por la representación zoomorfa de la cabeza del gallo, por lo general en el pitorro de la pieza.

## Tipología y localización
Entre los centros tradicionales de producción del ‘botijo gallo’ pueden destacarse por ejemplo: en Andalucía los alfares de Granada y su provincia 8en especial en Guadix, los de Aracena y Campofrío en Huelva; los focos extremeños de alfarería de basto, como Salvatierra y Plasencia, las piezas de loza decorada de Puente del Arzobispo y Talavera, ambas en (Toledo); los tradicionales de Cuenca; los diseños turísticos de Faro, en Asturias; los botijos de arcilla blanca de Agost, en el Levante español; y en Galicia, la variante elaborada en Buño (Malpica de Bergantiños, La Coruña), en síntesis con el botijo de rosca.
Fuera del territorio español, hay que mencionar los de Évora, en Portugal, y los modelos norteafricanos de Argelia y el Rif magrebí.

### Museografía

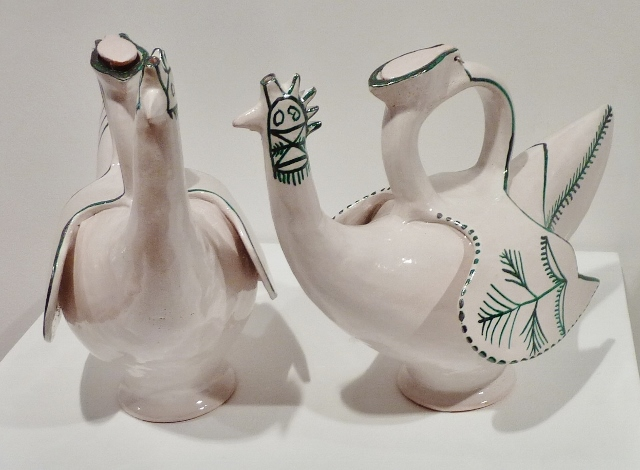
Botijos esmaltados: gallo y gallina. Colección ANMinvestigación. Exposición "Alfarería tradicional de España: la Asturias alfarera" (Centro Municipal de Arte y Exposiciones, del 16 de marzo a 12 de abril de 2018).

El botijo de gallo es una pieza ampliamente representada en museos españoles monográficos de botijería nacional e internacional, como el de Toral de los Guzmanes o el de Argentona, así como en instituciones específicas relacionadas como el de Chinchilla de Montearagón, o el Museo Internacional de Arte Popular del Mundo (ambos en la provincia de Albacete); pudiendo encontrarse también en catálogos de grandes museos como el MAN o el Museo Nacional de Artes Decorativas, ambos en Madrid, y el Museo Nacional de Cerámica y Artes Suntuarias González Martí en Valencia.